# J. Sheryl Exum
Jo Cheryl Exum (* Mai 1946 in Wilson (North Carolina)) ist eine US-amerikanisch-britische Bibelwissenschaftlerin und emeritierte Hochschullehrerin.

## Akademischer Werdegang
Exum studierte an der privaten Wake Forest University in Winston-Salem im US-Bundesstaat North Carolina, wo sie den Bachelor machte und anschließend an der Columbia University, wo sie ihr Studium der Theologie mit der Master-Prüfung und 1976 mit der Promotion abschloss. (Thema der Dissertation: Literary Patterns in the Samson Saga. An Investigation of Rhetorical Style in Biblical Prose)
Bevor sie 1993 den Lehrstuhl für Biblische Studien an der University of Sheffield übernahm, lehrte sie von 1975 bis 1977 an der Yale University und anschließend am Boston College. Forschungsaufenthalte führten sie nach Israel ans Albright Institute of Archaeological Research und als Visiting Research Associate an die Hebrew University of Jerusalem sowie über das Forschungsstipendien-Programm der Alexander-von-Humboldt-Stiftung an die Georg-August-Universität Göttingen und die Ruprecht-Karls-Universität Heidelberg.
Sie gehörte dem Übersetzerkreis der New Revised Standard Version der Bibel an, die 1989 vom National Council of Churches der USA veröffentlicht wurde.
Von 2003 bis 2005 leitete sie in Sheffield das Centre for the Study of the Bible in the Modern World. 2004 war sie Mitgründerin der Sheffield Phoenix Press. Sie gehörte dem Herausgeberkreis verschiedener theologischer Fachzeitschriften und Reihen an; von 1992 bis 2007 war sie Leitende Herausgeberin der Zeitschrift Biblical Interpretation. Sie ist aktives Mitglied der Society of Biblical Literature.
Exum, zu deren Forschungsschwerpunkten die Auseinandersetzung mit der Hebräischen Bibel gehört, ist eine anerkannte Vertreterin der feministischen Theologie.
2015 wurde ihr von der Theologischen Fakultät der Universität Uppsala die Ehrendoktorwürde verliehen.

## Veröffentlichungen

### Als Verfasserin
- Tragedy and biblical narrative. Arrows of the Almighty. Cambridge University Press, Cambridge 1992, ISBN 0-521-41073-8.

- Fragmented women. Feminist (sub)versions of biblical narratives. JSOT Press, Sheffield 1993, ISBN 1-85075-434-9.

- Plotted, shot and painted. Cultural representations of biblical women. Sheffield Academic Press, Sheffield 1996, ISBN 1-85075-592-2.

- Was sagt das Richterbuch den Frauen? Katholisches Bibelwerk, Stuttgart 1997. ISBN 3-460-04691-0.

- Song of Songs. A commentary. Westminster John Knox Press, Louisville 2005, ISBN 0-664-22190-4.

- Samson and Delilah. Selected essays. Sheffield Phoenix Press, Sheffield 2020, ISBN 978-1-910928-76-9.

### Als Herausgeberin
- Signs and wonders. Biblical texts in literary focus. Scholars Press, Atlanta 1989, ISBN 1-55540-249-6.

- The new literary criticism and the Hebrew bible. JSOT Press, Sheffield 1993, ISBN 1-85075-424-1

- Biblical studies, cultural studies. The third Sheffield Colloquium. Sheffield Academic Press, Sheffield 1998, ISBN 1-85075-965-0.

- Beyond the biblical horizon. The Bible and the arts. Brill, Leiden [u. a.] 1999, ISBN 90-04-11290-1.

- Virtual history and the bible. Brill, Leiden [u. a.] 2000, ISBN 90-04-11555-2.

- Reading from right to left. essays on the Hebrew Bible in honour of David J.A. Clines. Sheffield Academic Press, London [u. a.] 2003, ISBN 0-8264-6686-9.

- Art as biblical commentary: visual criticism from Hagar the wife of Abraham to Mary the mother of Jesus. T&T Clark, London [u. a.] 2019, ISBN 978-0-567-68518-6.